# Goszczanowo

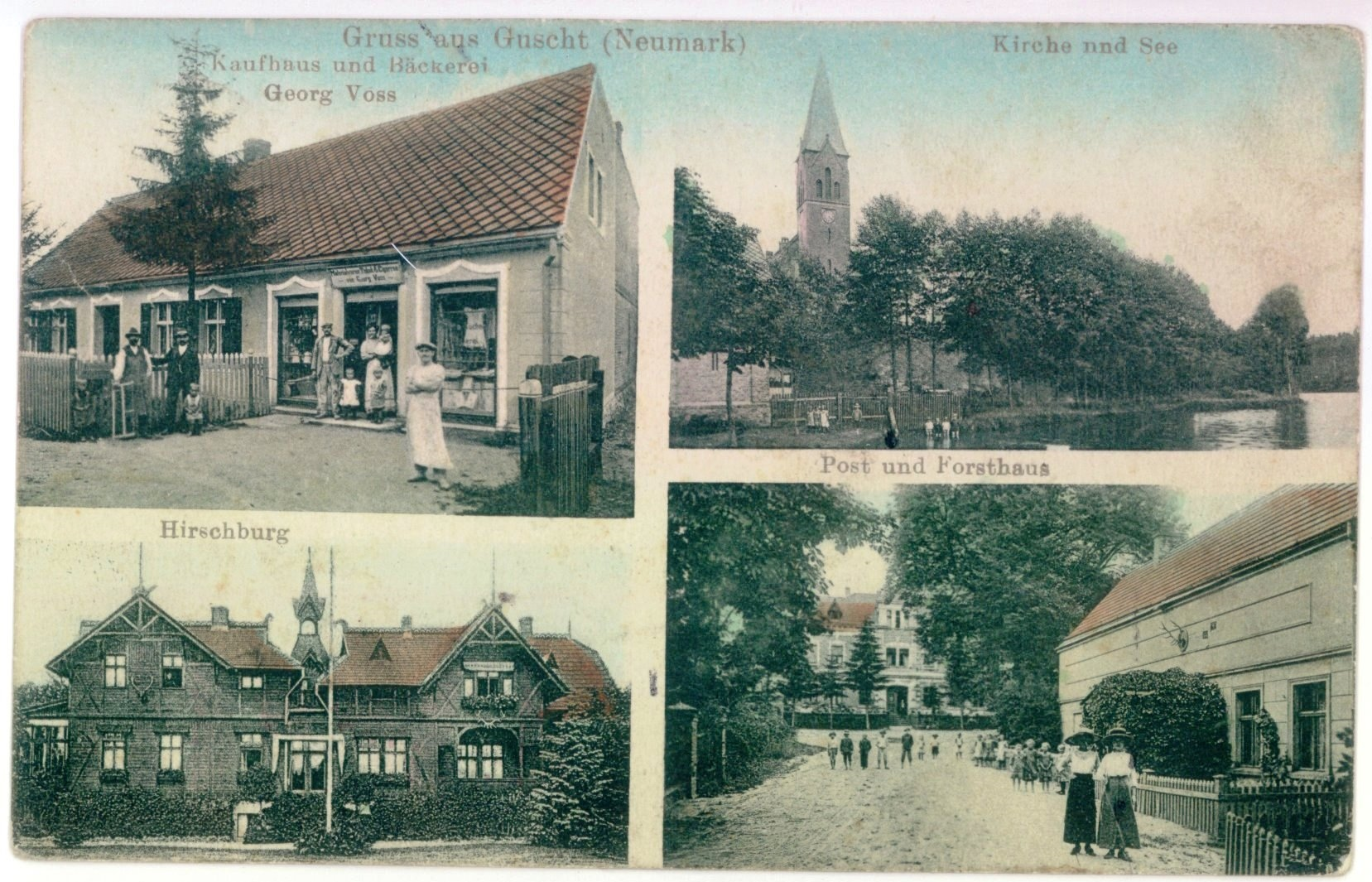
Postkarte Guscht / Goszczanowo, 1920

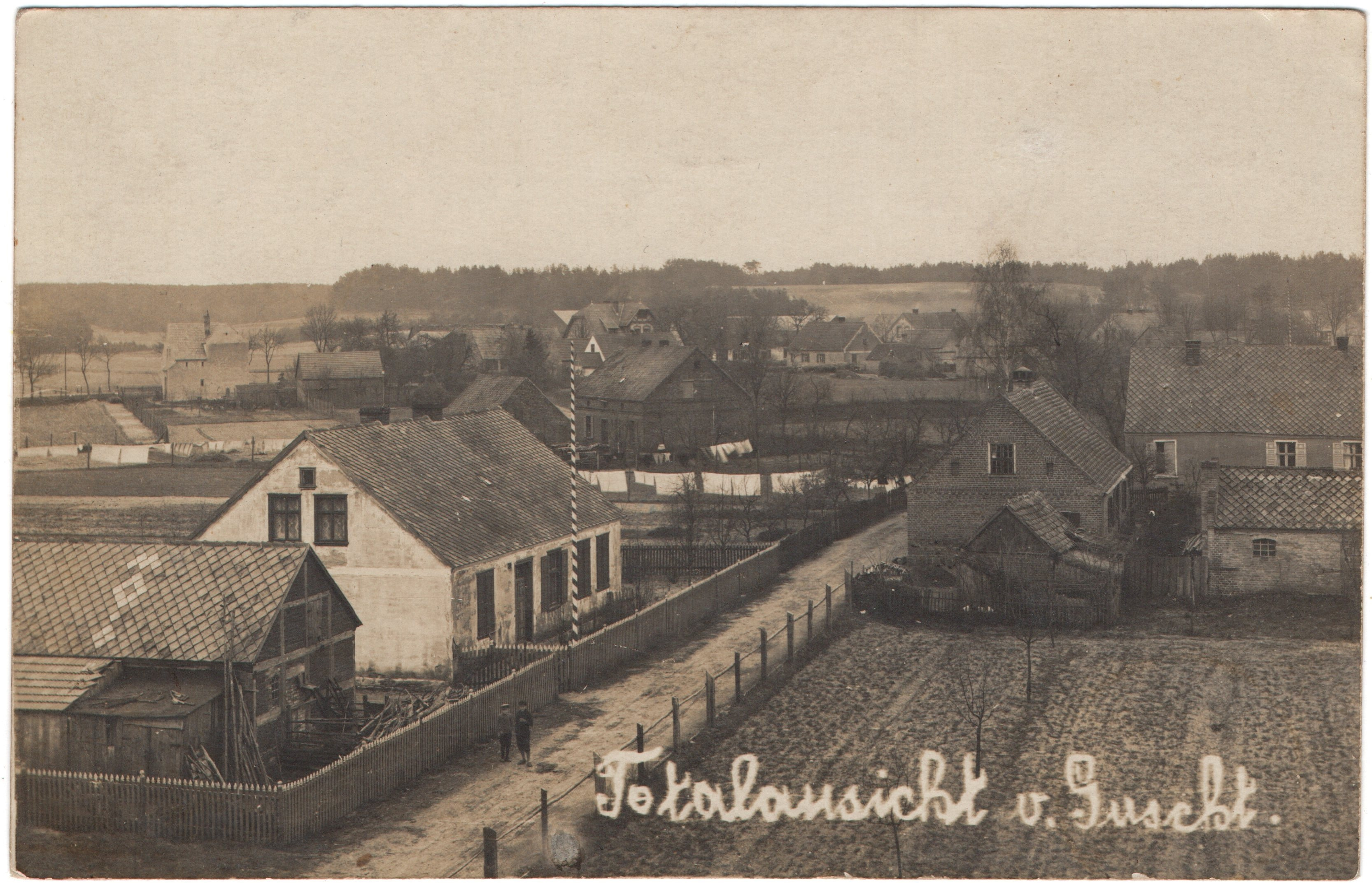
Postkarte Guscht / Goszczanowo, 1918

Goszczanowo (deutsch: Guscht, früher auch Guschte) ist ein Dorf in  der polnischen Woiwodschaft Lebus. Es ist der Stadt-und-Land-Gemeinde Drezdenko (Driesen) im Powiat Strzelecko-Drezdenecki angegliedert.

## Geographische Lage
Goszczanowo (Guscht) liegt in der Neumark im Netzebruch  an der  linken Seite der Netze (Noteċ), etwa zwanzig  Kilometer südwestlich der Stadt Driesen  (Drezdenko), 19 Kilometer südlich der Stadt Friedeberg (Strzelce Krajeńskie) und 25 Kilometer östlich der Stadt Landsberg an der Warthe (Gorzów Wielkopolski).

## Geschichte

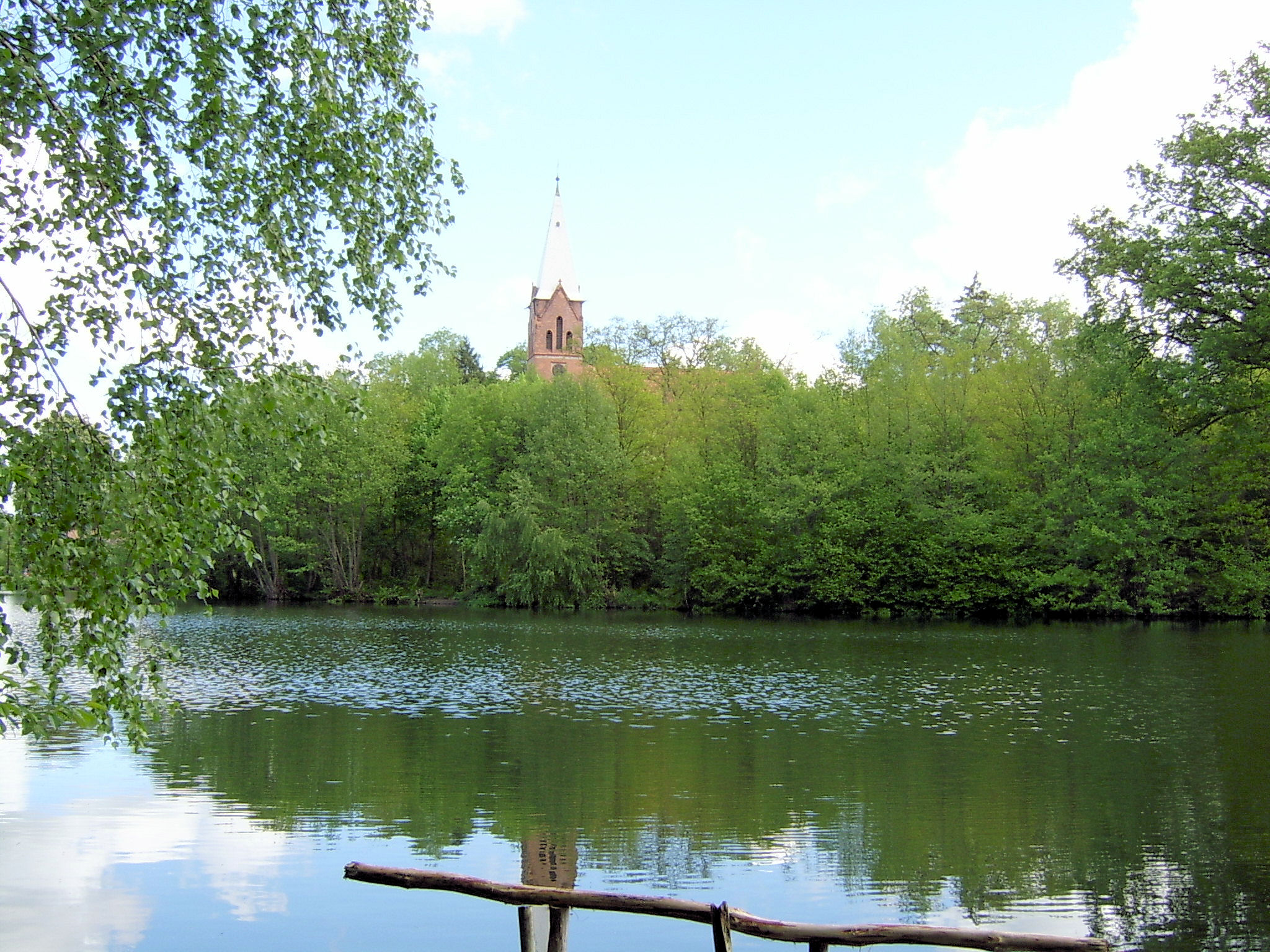
Umgebung des Dorfs im Netzebruch, im Hintergrund der Turm der Dorfkirche.

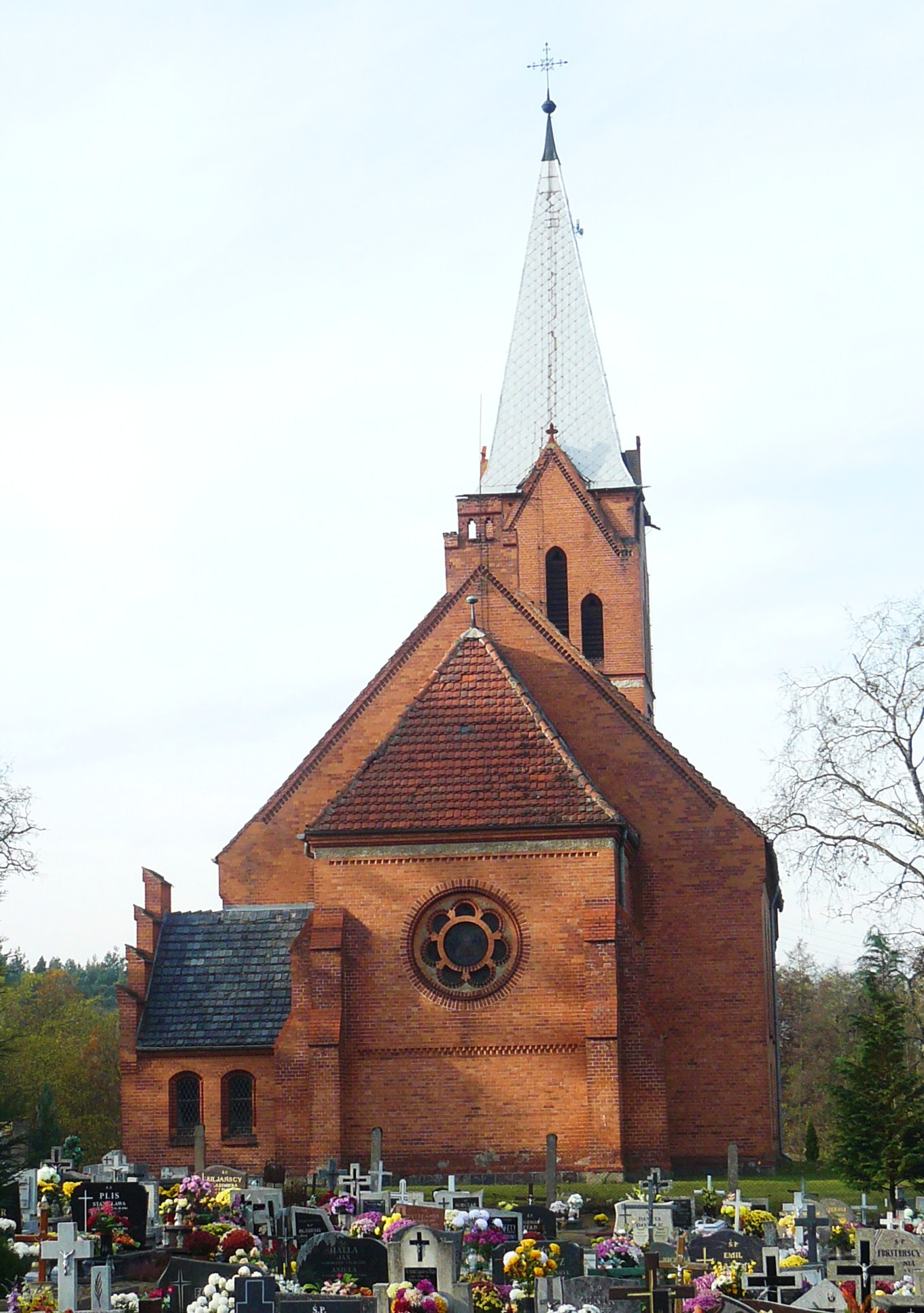
Dorfkirche mit Friedhof (bis 1945 evangelisch)

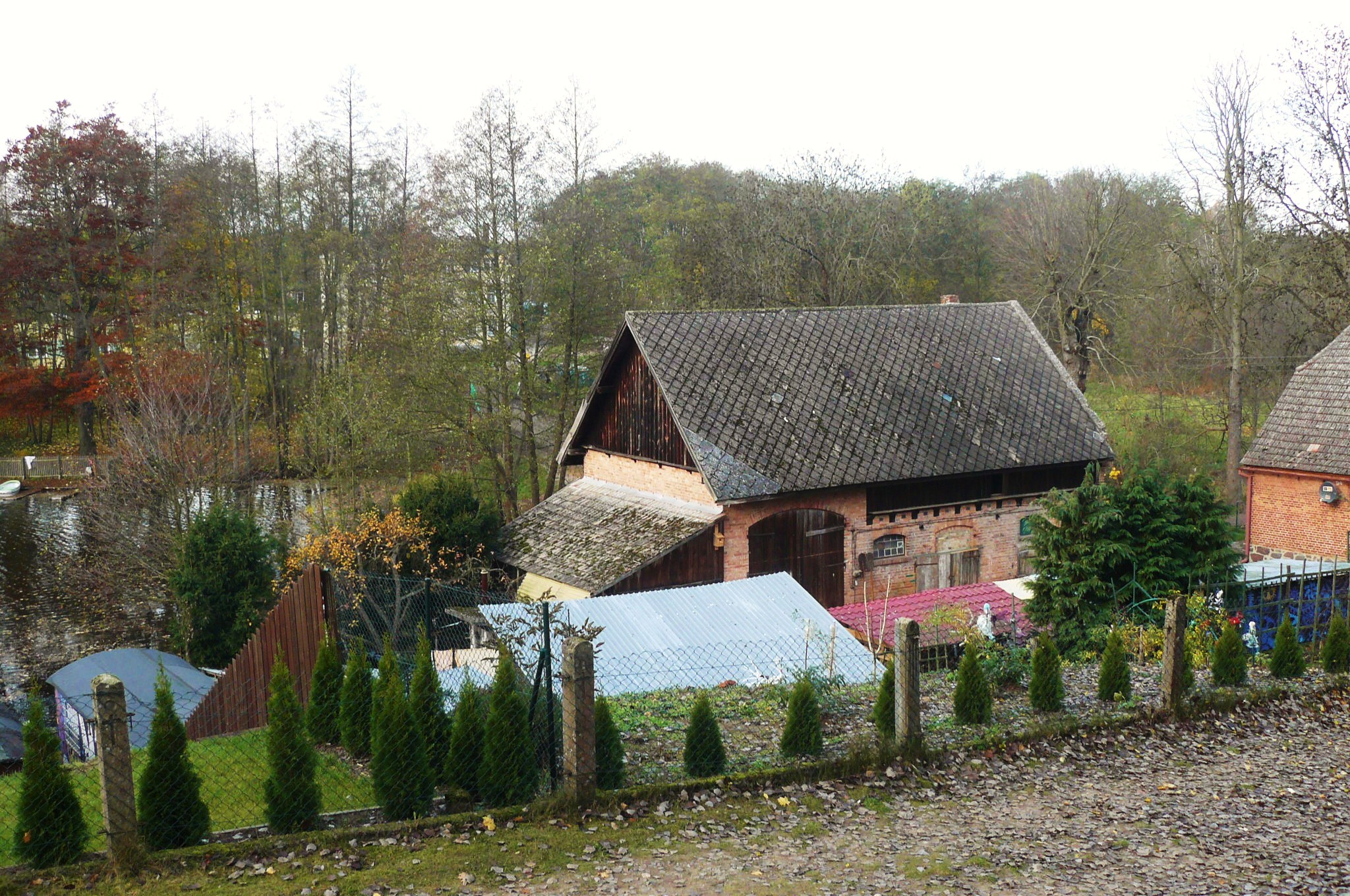
Haus am Teich

In einer Aufzählung der Ortschaften, die zum Amt Driesen gehören, wird das Dorf im Jahr 1608 Guschow genannt; es hatte seinerzeit keinen Lehnschulzen.
Das Dorf gehörte 1718 zu einer Königlichen Domäne des  Amts Driesen. Zur Zeit des Siebenjährigen Kriegs befanden sich im Guschter Bruch noch 1560 Morgen Einöde und wüstes Land. Um solches Land urbar zu machen, ließ Friedrich der Große Kolonisten ansiedeln. Zu diesem Zweck wurde die Staatsdomäne Guscht abgebaut, parzelliert und in Erbzinspacht an Kolonisten vergeben. Für die Dorfbewohner von Guscht ergab sich daraus der Vorteil, dass sie von nun an ihrer Dienstpflicht gegenüber der Staatsdomäne entbunden und damit frei waren.
Um 1804 war Guscht ein Kirchdorf mit einem Erbpacht-Vorwerk, zehn Bauern, sieben Kossäten, einem Pfarrbauern, einer Schmiede, einer Wassermühle und einer Schneide- und Mahlmühle: im Dorf saß ein Königl. Unterförster des Forstreviers Gottschimm. Um 1858 gab es in Guscht eine Schneide- und Mahlmühle des Besitzers Reckling und eine Mahlmühle des Besitzers Rohr. Im Jahr 1907 gehörte das Rustikalgut in Guscht dem Amtsvorsteher Büttner, und das Vorwerk hatte der Major a. D. Johannes Copien in Besitz.
Bis 1945 zählte Guscht zum Landkreis Friedeberg Nm., von 1816 bis 1938 im Regierungsbezirk Frankfurt der preußischen Provinz Brandenburg, von Oktober 1938 bis 1945 im Regierungsbezirk Grenzmark Posen-Westpreußen der Provinz Pommern. 
Gegen Ende des Zweiten Weltkriegs wurde die Region im Frühjahr 1945 von der Roten Armee besetzt. Bald darauf wurde Guscht unter polnische Verwaltung gestellt. In der Folgezeit wurden die Einheimischen vertrieben. Guscht wurde in Goszczanowo umbenannt.

## Einwohnerzahlen
- 1804: 213[6]
- 1858: 753, darunter 14 Juden[1]
- 1925: 716, darunter fünf Katholiken, keine Juden[7]
- 1933: 668[8]
- 1939: 558[8]

## Söhne und Töchter des Orts
- Edith von Sanden-Guja (1894–1979), deutsche Tierplastikerin und Malerin